# Eerste klasse 1998-99 (basketbal België)
Het seizoen 1998-1999 was de 52e editie van de hoogste basketbalcompetitie.
Spirou Charleroi won zijn vierde opeenvolgende landstitel, Omnium Tours Vilvoorde en Athlon Fasteners Ieper promoveerden.
Vanaf dit seizoen is er nog slechts één daler.

## Naamswijziging
Belgacom Quaregnon werd Union Mons-Hainaut
Belgacom Aalst Aalst werd BBC Okapi Aalst
Athlon Fasteners Ieper werd FLV Athlon Ieper
Omnium Tours Vilvoorde  werd Orange Vilvoorde

## Eindstand
|  |    |                       | P  | W  | V  | G | Ptn |
|  | -- | --------------------- | -- | -- | -- | - | --- |
|  | 1  | BBC Okapi Aalst       | 26 | 22 | 4  | 0 | 70  |
|  | 2  | Spirou Charleroi      | 26 | 21 | 5  | 0 | 68  |
|  | 3  | Sunair BC Oostende    | 26 | 20 | 6  | 0 | 66  |
|  | 4  | RB Telindus Antwerpen | 26 | 17 | 9  | 0 | 60  |
|  | 5  | KBBC Siemens Gent     | 26 | 15 | 11 | 0 | 56  |
|  | 6  | Union Mons-Hainaut    | 26 | 13 | 13 | 0 | 52  |
|  | 7  | BT Power Wevelgem     | 26 | 12 | 14 | 0 | 50  |
|  | 8  | Hans Verkerk Bree     | 26 | 12 | 14 | 0 | 50  |
|  | 9  | FLV Athlon Ieper      | 26 | 11 | 15 | 0 | 48  |
|  | 10 | Brother Gent          | 26 | 10 | 16 | 0 | 46  |
|  | 11 | Go Pass Pepinster     | 26 | 9  | 17 | 0 | 44  |
|  | 12 | Atomics Brussels      | 26 | 8  | 18 | 0 | 42  |
|  | 13 | Echo Houthalen        | 26 | 6  | 20 | 0 | 38  |
|  | 14 | Orange Vilvoorde      | 26 | 6  | 20 | 0 | 38  |

## Play-offs
- Best of three Kwart Finales

Union Mons-Hainaut - Sunair BC Oostende  56-67
KBBC Siemens Gent - RB Telindus Antwerpen  60-86
Sunair BC Oostende - Union Mons-Hainaut 82-70
RB Telindus Antwerpen - KBBC Siemens Gent 110-68
- Best of three Halve Finales

RB Telindus Antwerpen - BBC Okapi Aalst 72-67
BBC Okapi Aalst - RB Telindus Antwerpen 70-67
BBC Okapi Aalst - RB Telindus Antwerpen 68-74
Sunair BC Oostende - Spirou Charleroi 71-73
Spirou Charleroi - Sunair BC Oostende 82-67
- Best of five

RB Telindus Antwerpen - Spirou Charleroi 78-68
Spirou Charleroi - RB Telindus Antwerpen 76-59
Spirou Charleroi - RB Telindus Antwerpen  75-67
RB Telindus Antwerpen - Spirou Charleroi 80-88
1928 · 1929 · 1930 · 1931 · 1932 · 1933 · 1934 · 1935 · 1936 · 1937 · 1938 · 1939 · 1940 · 1941 · 1942 · 1943 · 1944 · 1945 · 1946 · 1947 · 1948 · 1949 · 1950 · 1951 · 1952 · 1953 · 1954 · 1955 · 1956 · 1957 · 1958 · 1959 · 1960 · 1961 · 1962 · 1963 · 1964 · 1965 · 1966 · 1967 · 1968 · 1969 · 1970 · 1971 · 1972 · 1973 · 1974 · 1975 · 1976 · 1977 · 1978 · 1979 · 1980 · 1981 · 1982 · 1983 · 1984 · 1985 · 1986 · 1987 · 1988 · 1989 · 1990 · 1991 · 1992 · 1993 · 1994 · 1995 · 1996 · 1997 · 1998 · 1999 · 2000 · 2001 · 2002 · 2003 · 2004 · 2005 · 2006 · 2007 · 2008 · 2009 · 2010 · 2011 · 2012 · 2013 · 2014 · 2015 · 2016 · 2017 · 2018 · 2019 · 2020 · 2021